# Maurício Ramos
Mauricio Donizete Ramos Júnior, (Piracicaba, 10 de abril de 1985), é um ex-futebolista brasileiro que atuava como zagueiro.

## Carreira

### Palmeiras
Vindo do Coritiba, Mauricio Ramos conseguiu rapidamente tornou-se titular e um dos pilares da defesa palmeirense em 2009, sob o comando do técnico Vanderlei Luxemburgo. Na temporada 2011, o xerife completou 100 jogos pelo Palmeiras no clássico contra o Corinthians, válido pelo Campeonato Paulista. 
Em 2012, foi titular da equipe alviverde campeã invicta da Copa do Brasil. - sob o comando do técnico Luis Felipe Scolari. 
Em 23 de junho de 2013, Maurício foi negociado com o Al Sharjah.

### Al Sharjah
Após ser negociado pelo Palmeiras, Mauricio Ramos atuou por quatro ano pelo Al Sharjah, dos Emirados Árabes. Foi capitão do time, que chegou a ser treinado pelo técnico brasileiro Paulo Bonamigo, além de outros estrangeiros. É até hoje muito querido pela torcida do Sharjah, que o chama de "Coração de Leão" devido a sua garra em campo e referência para os atletas mais jovens. 

### Adanaspor AS-TUR
Ao deixar os Emirados Árabes, Mauricio Ramos foi contratado pelo Adanaspor, da Turquia, onde disputou a primeira divisão do Campeonato Turco. Das 12 primeiras rodadas da competição, foi eleito o melhor zagueiro em três, mostrando estar em grande forma física e técnica. 

### Rizespor-TUR
Mauricio Ramos foi um dos principais nomes do Çaykur Rizespor, na Segunda Divisão turca. Atuando em diversos jogos como capitão, o defensor brasileiro ajudou o Rizespor a conquistar o título e, consequentemente, voltar à elite do futebol turco. 

### Al-Sailiya-QAT
Mauricio Ramos defendeu o Al-Sailiya, do Qatar.  

### Vitória/BA
Em 26 de dezembro o presidente do Vitória, Paulo Carneiro, anunciou a contratação do zagueiro Maurício Ramos para a temporada de 2020.  

### XV de Piracicaba
Em março de 2021, Maurício Ramos voltou ao XV de Piracicaba, assinando um contrato para a disputa do Campeonato Paulista da Série A2.

## Títulos
Iraty
- Campeonato Paranaense do Interior: 2005

Coritiba
- Campeonato Paranaense: 2008

Palmeiras
- Copa do Brasil: 2012

### Outras Conquistas
Iraty
- Copa Tribuna de Juniores (Sub-20): 2005

Palmeiras
- Taça Osvaldo Brandão: 2009
- Torneio Gustavo Lacerda Beltrame: 2010